# Дом здравља Добој
Дом здравља  Добој  је јавна здравствена установа примарне здравствене заштите у Републици Српској, Босна и Херцеговина, по организационој и кадровској структури, мрежи објеката и опремљености.
Са својим капацитетима она је данас у Републици Српској, сертификована референтна здравствена установа за делатност коју обавља, на простору Општине Добој  за око 68.000 становника.

## Историја
На подручју данашње Општине Добој  почеци организованог пружања примарне здравствене заштите јавили су се 1930-тих  у оквиру тадашњег Завода за здравствену заштиту за подручје Среза Добој. По завршетку Другог светског рата, здравство у Добоју једно време стагнира да би почетком 1950-тих поново оживело кроз организовање диспанзера, а затим и првог дома здравља 1953. године.
Оснивање дома здравља пратио је и почетак изградње првих амбуланти у сеоском подручју. Па је тако амбуланта у Осјечанима изграђена 1952. године од стране УНИЦЕФ-а, затим  амбуланта у Станарима 1958. године.
Први објекат садашњег дома здравља изграђен је 1964. године под називом "Дом народног здравља", а други постојећи централни објекат 1976 године.
Организационо гледано у периоду од 1967. до 1984. Дом здравља је функционисао у оквиру здружене здравствене организације "Регионални медицински центар 23 август" Добој, у оквиру кога су били још Регионална болница Добој, Регионални завод за здравствену заштиту и Апотека Добој.
Уз развој свих служби у дому здавља  упериоду од 1964. до 1992. године  уз бројне организационе промене,  у оквиру којих је  међу тада планиранеим службамна, анајвећа служба била Служба опште медицине са одсеком за лечење и патронажу. Паралелно је текао ји даљи развој и  изградња мреже амбуланти на сеоском подручју.
Након што је Дом здравља Добој, на почетку 1992. године био смештен у два велика објекта у Добоју и 17 амбуланти у околним насељима., он је у  периоду од 1992. до 1995. године своје активности прилагођено ратним условима, у којима је дошло до значајних оштећењима објеката и медицинске опреме, као и одливом кадра, посебно високостручног.
Санација ратом нанете штете започела је крајем 1995. сарадњом са првим међународним организацијама обновљана је већине служби  током 1997. године.
Установа се врло рано опредијелила за укључивање у  У оквиру  реформи која је настала у РС, од 1997. годинеу оквиру Дома здравља реализован је низ пројеката везаних за ментално здравље, породичну медицину, стручно усавршавање кадрова, реконструкцију и опремање.

### Службе Дома здравља
У организационом смислу у Дому здравља Добој све активности одвијају се у оквиру следећих служби, одељења, центара и јединица:
Службе
- Служба породичне медицине са едукативним центром
- Служба хитне медицинске помоћи
- Служба консултативно специјалистичке заштите:
  - Специјалистичка амбуланта из педијатрије
  - Специјалистичка амбуланта из гинекологије
- Служба за превентивну, дечију и општу стоматологију са стоматолошком лабораторијом
- Хигијенско епидемиолошка служба
- Служба за дијагностику:
  - Одељење за класичну - конвенционалну рендген и ултразвучну дијагностику
  - Одељење за лабораторијску дијагностику
- Служба за правне, кадровске и опште послове
- Служба за економско-финансијске послове

Центри
- Центар за физикалну рехабилитацију у заједници
- Центар за заштиту менталног здравља

Јединице
- Јединица за континуирано унапређење квалитета и безбедности здравствених услуга